# Wang Chung
Wang Chung, brittiskt pop/new wave-band bildat år 1980. De gick först under namnet Huang Chung, men bytte till ovanstående innan de släppte sitt andra album. Med sitt andra album från 1984, Points on the Curve, fick de sin största hit i Storbritannien med "Dance Hall Days".
Efter detta satsade de på en karriär i USA och fick där två stora hits med "Everybody Have Fun Tonight" och "Let's Go!". Gruppen släppte ett album 1989 efter tre års tystnad, men albumet blev ingen hit och gruppen upplöstes ett år efteråt.
1997 återförenades Hues & Feldman Wang Chung när de släppte samlingsalbumet Everybody Wang Chung Tonight: Wang Chung's Greatest Hits plus ny singel, "Space Junk". Gruppen turnerade också Amerika runt denna tid.
Sedan 2016 har bandet spelat live med Gareth Moulton från Cutting Crew då Jack Hues har lämnat bandet.

## Diskografi
Studioalbum
- 1982 – Huang Chung
- 1984 – Points on the Curve
- 1986 – Mosaic
- 1989 – The Warmer Side of Cool
- 2010 – Abducted by the 80s
- 2012 – Tazer Up!

Soundtrack-album
- 1985 – To Live and Die in L.A.

EP
- 2010 – Abducted by the 80's

Singlar (topp 100 på UK Singles Chart)
- 1983 – "Don't Be My Enemy" (#92)
- 1984 – "Don't Let Go" (#81)
- 1984 – "Dance Hall Days" (1984-version) (#21)
- 1984 – "Wait" (#87)
- 1986 – "Everybody Have Fun Tonight" (#76)
- 1987 – "Let's Go" (#81)

Samlingsalbum
- 1997 – Everybody Wang Chung Tonight: Wang Chung's Greatest Hits
- 2002 – 20th Century Masters - The Millennium Collection: The Best of Wang Chung